# Namoly
Namoly est une commune rurale malgache dans le district d'Ambalavao, dans la partie sud-est de la région Haute Matsiatra. L'entrée principale du Parc national d'Andringitra se trouve dans cette commune.

## Géographie
Namoly se situe à 42 km au Sud d'Ambalavao sur la RIP 203 d'Ambalavao  - Sendrisoa - Namoly.